# Le superscatenate
Le superscatenate (The Whore) è un film pornografico statunitense del 1989, diretto da Alex de Renzy.
È l'unica pellicola hardcore interpretata negli Stati Uniti da Lilli Carati e la sua ultima apparizione nel genere "a luci rosse". L'attrice aveva firmato un contratto per girare tre film negli USA, ma per ragioni personali rientrò in Italia, lasciando definitivamente il mondo del porno.

## Trama
Gina, una siciliana di Palermo, è testimone di un omicidio. Si rifugia a San Francisco nella villa di Don Lucano, un boss mafioso che un giudice locale sta cercando di estradare in Italia.
Quest'ultimo, per evitare l'estradizione, pensa di ricattare il giudice procurandosi foto compromettenti. Ricorre a Eddie Perroni, gestore di un bordello, che però si rifiuta di collaborare. Il boss, per mettere pressione sull'uomo, ne fa rapire la moglie Liz.

## Distribuzione
Il film uscì l'8 ottobre 1989 in Italia, negli USA (The Whore), in Portogallo (A prostituta) e nella Repubblica Federale Tedesca (Die Ure). Nei soli USA esiste un'edizione in DVD (86 minuti) e una versione televisiva (Scandal and Spice).